# Stopwerk
Onder stopwerk wordt in de industrie verstaan: het uitvoeren van werkzaamheden in de tijd, die niet gevuld kan worden met het uitvoeren van opdrachten voor klanten. Het houdt ondernemers en werknemers nuttig bezig, ook al wordt het werk niet door een externe opdrachtgever betaald. Met stopwerk kan bijvoorbeeld voor eigen rekening een product worden vervaardigd, waar zich nog geen koper voor gemeld heeft. Met stopwerk kan ook onderhoud worden gedaan, waarvoor in de normale bedrijfstijd geen gelegenheid was of zelfs werk ten algemene nutte worden uitgevoerd.

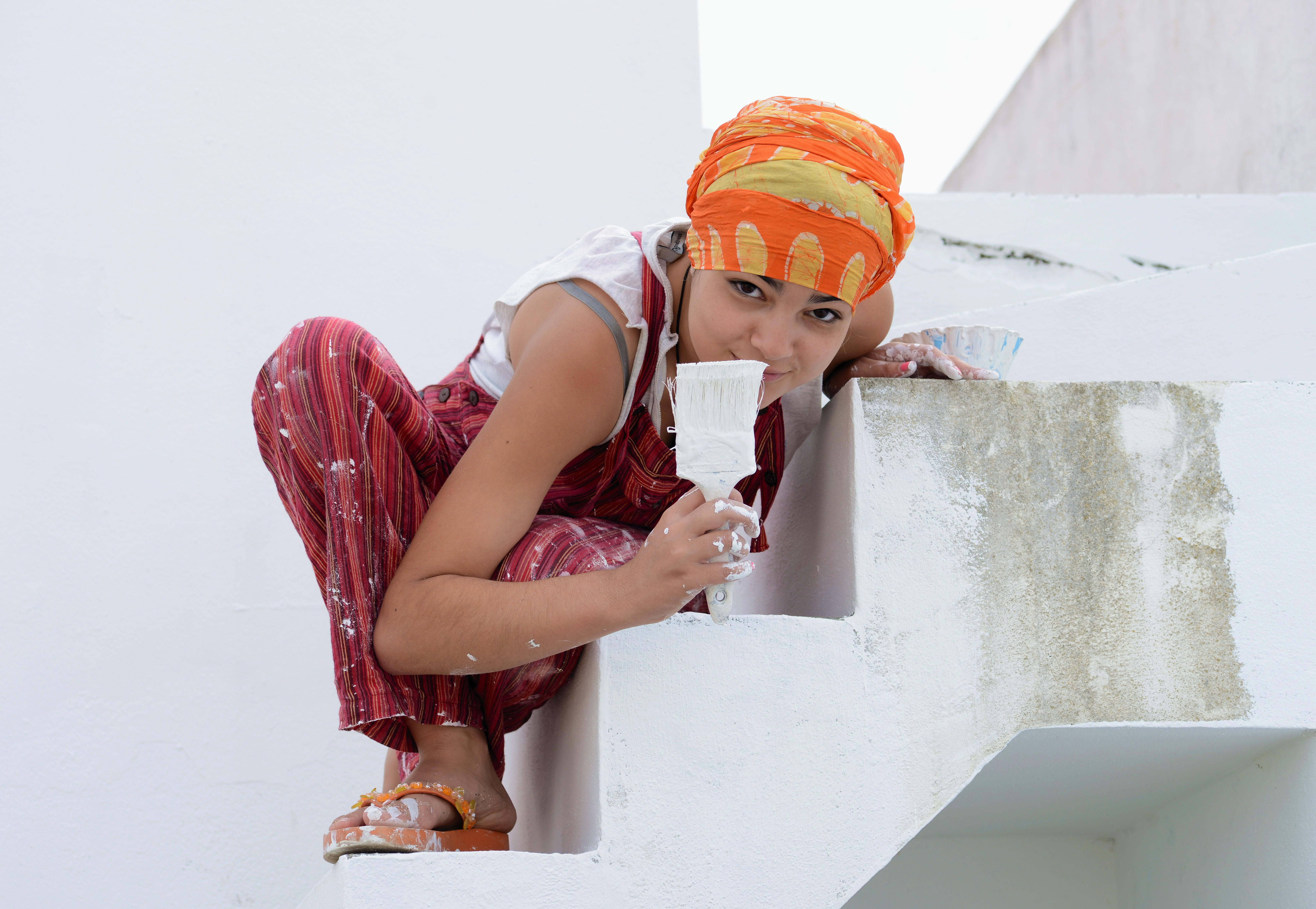
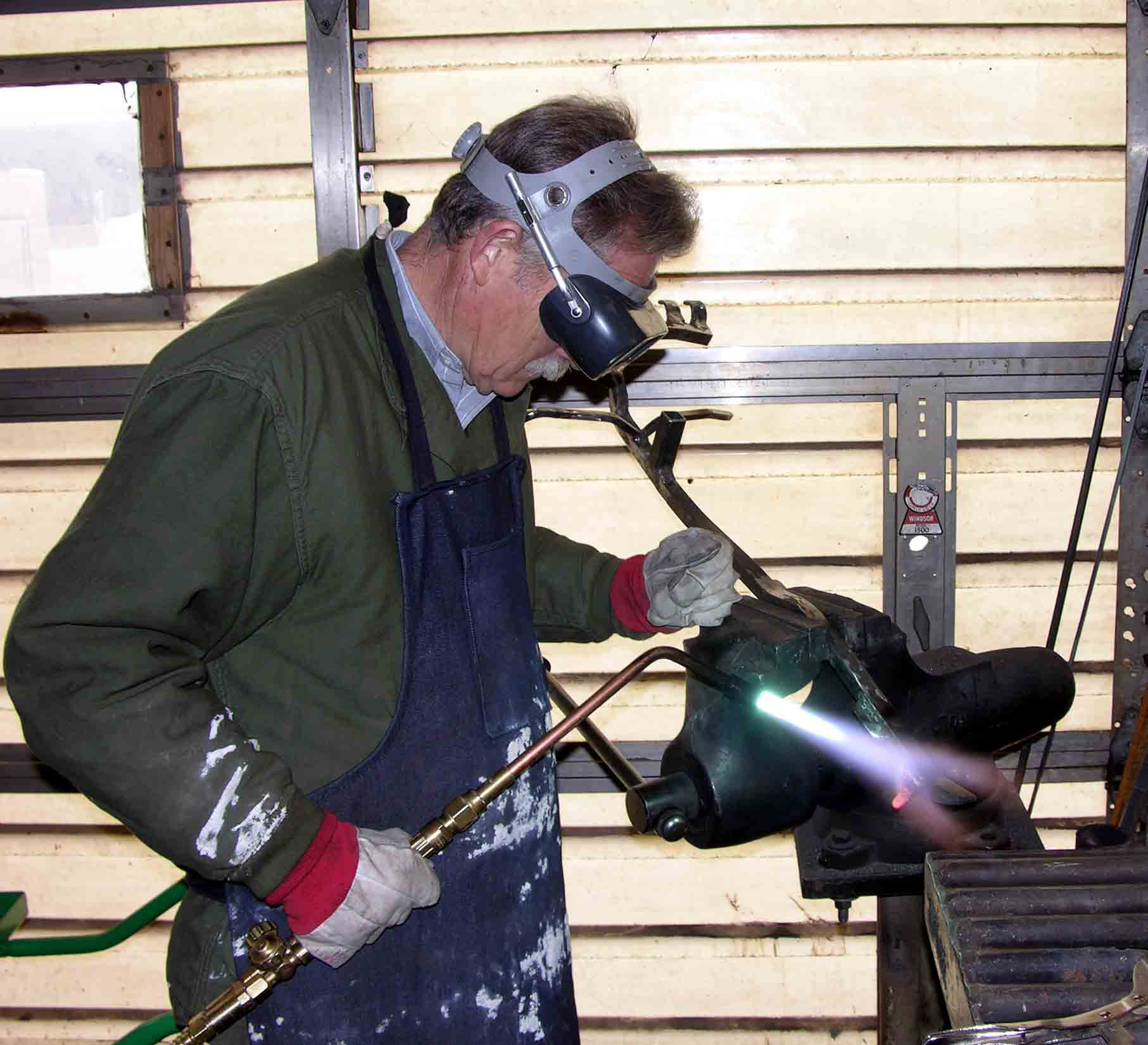
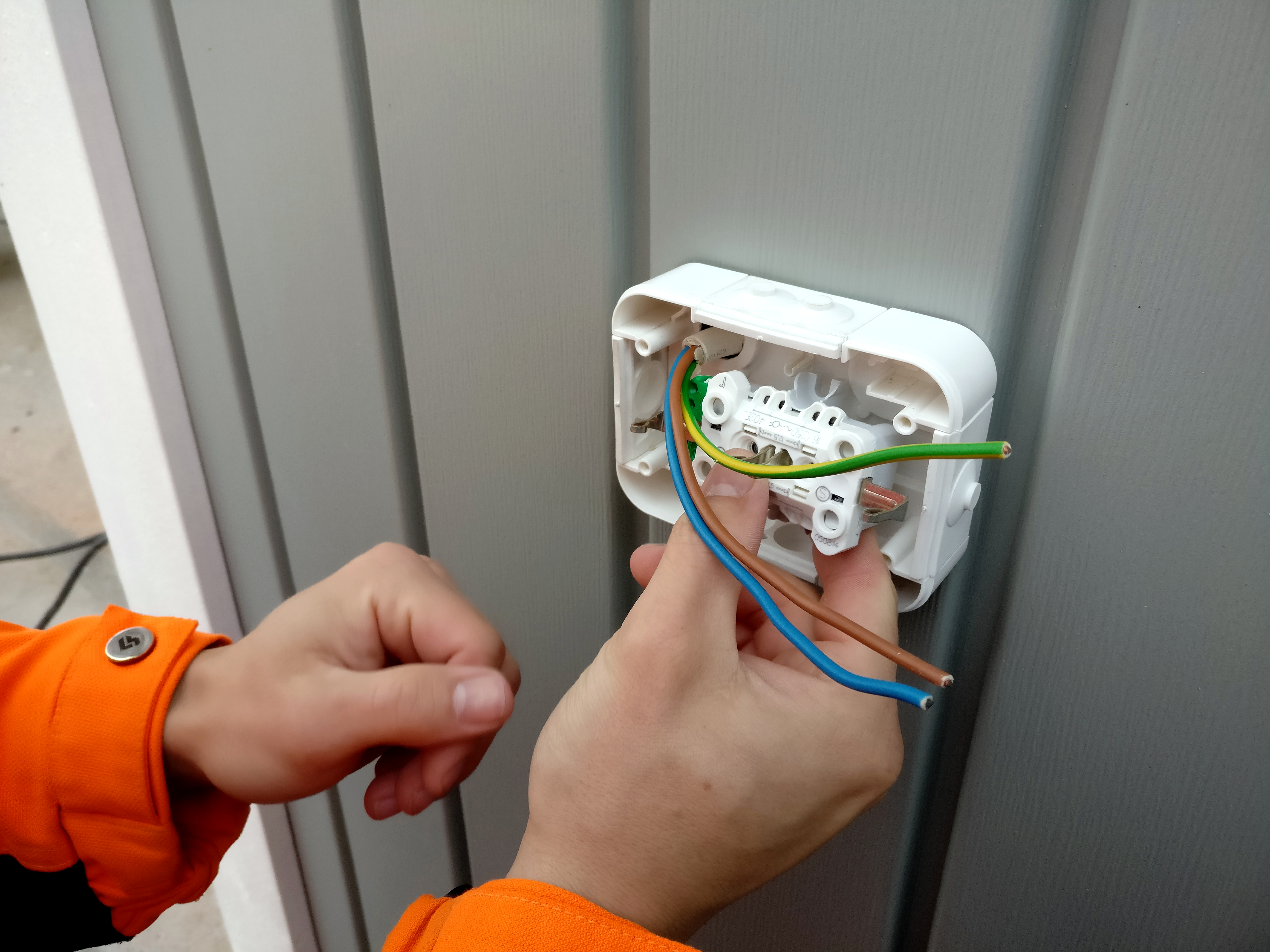
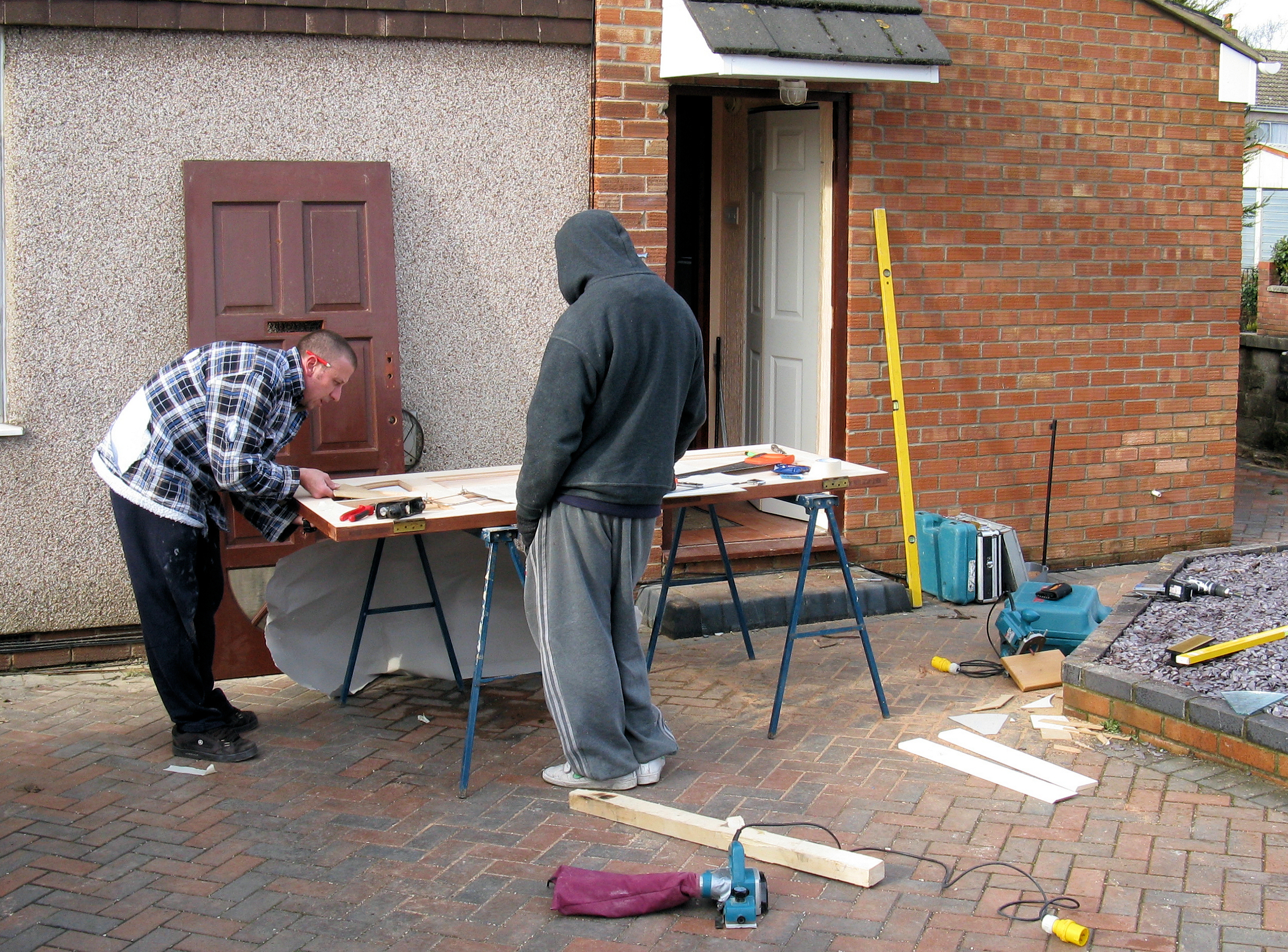
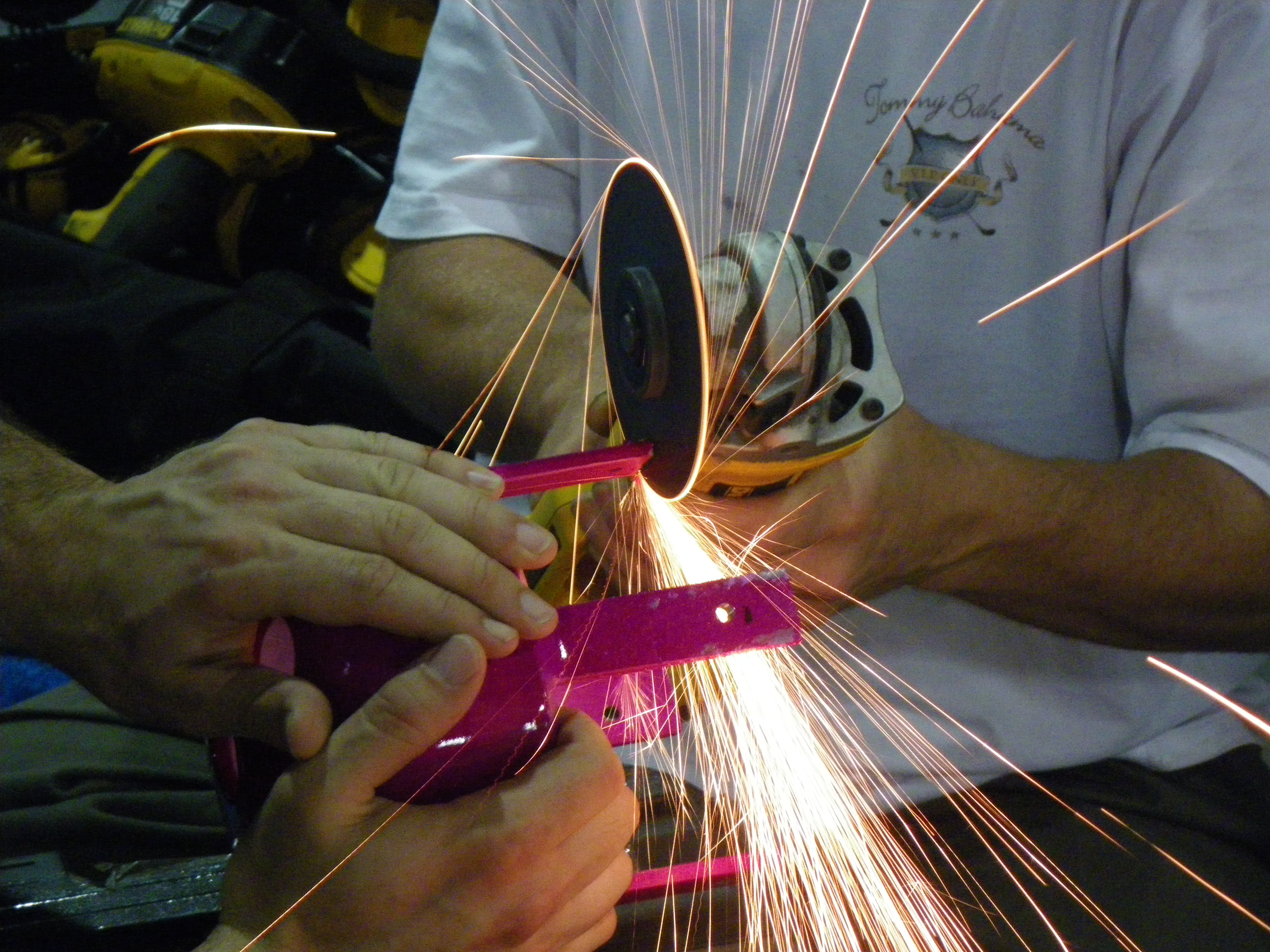
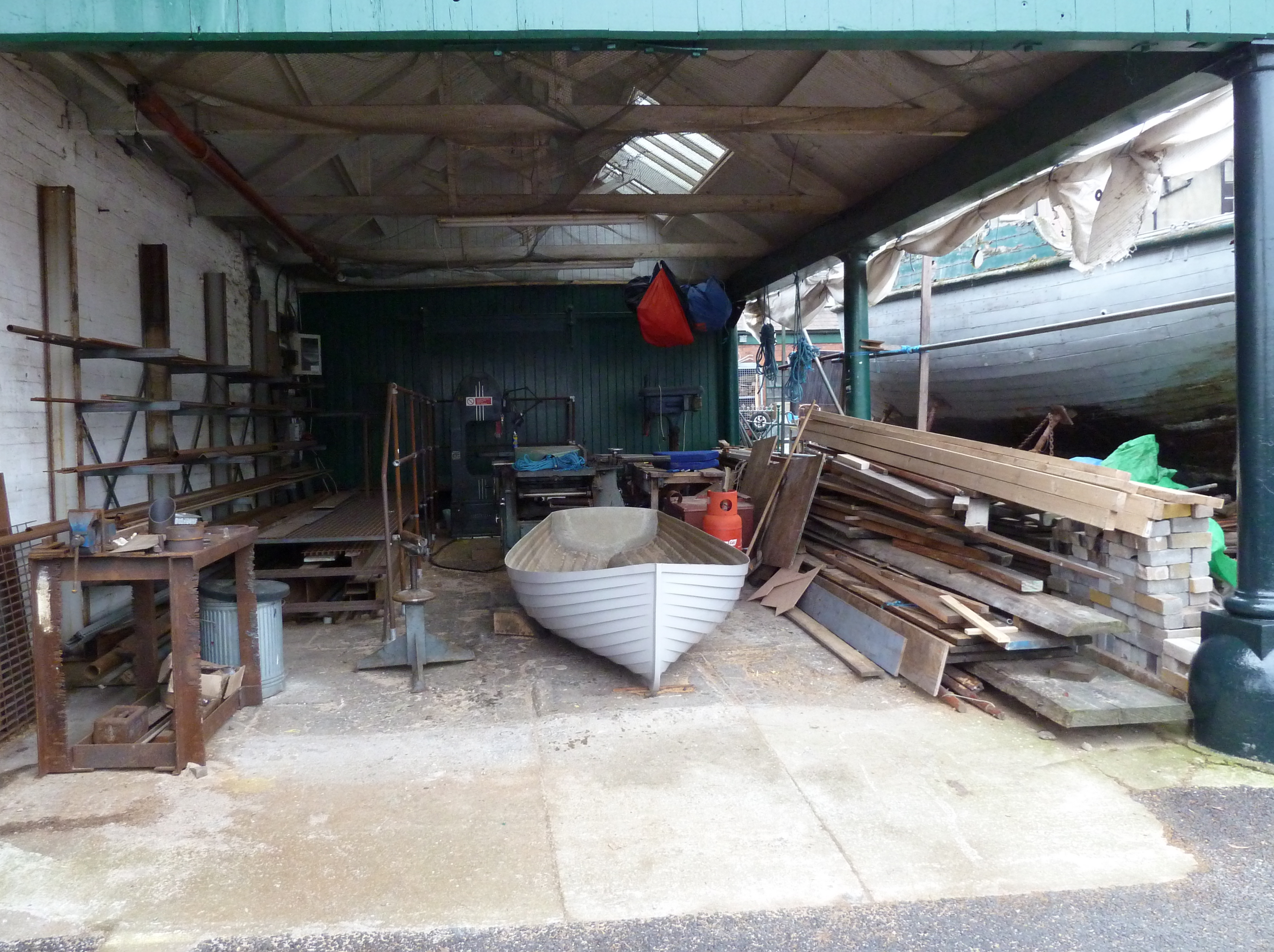